# Brisus salomonicus
Brisus salomonicus is een insect uit de familie van de mierenleeuwen (Myrmeleontidae), die tot de orde netvleugeligen (Neuroptera) behoort. 
Brisus salomonicus is voor het eerst wetenschappelijk beschreven door Navás in 1931.